# Perfect Insanity
Perfect Insanity – trzynasty singel amerykańskiej, nu metalowej grupy Disturbed. Jest on re-edycją utworu demo nagranego w 1998 roku.

## Lista utworów

### Sprzedaż internetowa
1. "Perfect Insanity" – 3:57